# Yang Chih-ching
Dans ce nom chinois, le nom de famille, Yang, précède le nom personnel.
Yang Chih-Ching (chinois : 楊志卿) est un acteur hongkongais ayant joué dans près de 300 films.
Natif du Hebei (1919) il commence sa carrière cinématographique dans les années 1940, d’abord à Shanghai puis à Hong Kong après la guerre. 
Il joue des rôles variés, mais se spécialise notamment au moins depuis les années 1960 dans des personnages de patriarche débonnaire (cachant éventuellement de sombres desseins sous son air jovial).
Son épouse Chen Yun-hua était elle-même actrice ; ils ont joué ensemble dans quelques films dont The Story of Sue San.

## Filmographie
- Compassion (1942)
- The Story of Qiuhaitang (Part 1) (1943)
- The Story of Qiuhaitang (Part 2) (1943)
- Yi Yuan Xue Lei (1943)
- Mei Niang Qu (1943)
- The Lady Thief (1948) : Zhao Dagang
- Missing Document (1948)
- The Thief in Black (1948)
- Female Prisoner No. 13 (1949) : Zhang Jia-Yong
- Reformed Lady (1949)
- Anything Can Happen (1952)
- Tomorrow (1952) : Detective
- Good Faith (1952)
- Red Roses (1952)
- Demon of Lust (1952)
- Little Couple (1953)
- A Song to Remember (1953)
- Qiu Jin, the Revolutionary Heroine (1953)
- Meal Time (1953)
- Crooks’ Heaven (1953)
- General Chai and Lady Balsam (1953)
- The Third Life (1953)
- Black Gloves (1953)
- Green Heaven (1953)
- Heaven of Love, Sea of Sin (1953)
- The Queen Without a Crown (1953) : Chen Shu-Cai
- Diary of a Husband (1953) : Manager Zong
- Girl on the Loose (1954)
- The Wind Withers (1954)
- Girls in Transformation (1954)
- Rose, Rose I Love You (1954)
- Beyond the Grave (1954)
- The Feud (1955)
- Heart Break Well (1955)
- Forever Goodbye (1955)
- Chin Ping Mei (1955)
- Love & Obligation (1955)
- The Heroine (1955)
- Fresh Peony (1956)
- The Secret of a Married Woman (1956)
- Meet Me After Spring (1956)
- A Lovely Heart (1956) : Yanming’s uncle
- Our Lovely Baby (1956)
- Beyond the Blue Horizon (1956)
- The Chase (1956)
- Love’s Elegy (1956)
- Our Good Daughter (1956) : Li Shide
- The Error (1956)
- Siren, Parts I and II (1956) : Shi Bo An
- Miss Evening Sweet (1957)
- Lady in Distress (1957) : Jin’s father
- A Mating Story (1957) : Zhu Mo An
- You Are My Soul (1957)
- Springtime in Paradise (1957)
- The Lady of Mystery (1957)
- A Mellow Spring (1957)
- Where Is My Bride? (1958)
- The Magic Touch (1958)
- Dan Fung Street (1958)
- Red Lantern (1958) : Uncle Lin
- The Angel (1958)
- An Appointment After Dark (1958)
- Diau Charn (1958) : Minister Wang Yun
- Love with an Alien (1958)
- The Circus (1958)
- A Kiss for Me (1958)
- Young Vagabond (1958)
- The Blessed Family (1958)
- The Kingdom and the Beauty (1959) : Ta Feng’s older brother
- The Pink Murder (1959)
- Full of Joy (1959)
- Darling Daughter (1959)
- Spring Frolic (1959)
- The Adventure of the 13th Sister (1959)
- Love Letter Murder (1959)
- L'Ombre enchanteresse (1960) : Yan Chixia
- Street Boys (1960)
- The Deformed (1960) : Ling Kuo-Hwa
- Kiss Me Again (1960)
- Between Tears and Laughter (1960) : Lu Fei-Hong
- Love Without End (1961) : Tang’s father
- Meng Lisi, Maid of the Jungle (1961) : Kan Feng Chi
- The Swallow (1961) : Chiang Shou-shan
- The Pistol (1961)
- The Golden Trumpet (1961)
- The Black Fox (1962)
- Madame White Snake (1962) : Abbot Fa Hai
- La Concubine magnifique (1962) : Prime Minister Yang Guo Zhong
- When Fortune Smiles (1962)
- The Birth of the Monkey King (1962)
- The Road to the West (1962)
- The Mid-Nightmare (1962)
- Shan Dong Ma Yong Zhen (1962) : Mei Liang
- Dream of the Red Chamber (1962) : 1st Master
- Lady with the Lute (1963)
- South Dragon, North Phoenix (1963) : Ko Shan-Hu
- Revenge of a Swordswoman (1963) : Shi Ying
- The Lady and the Thief (1963) : Ah Lian’s father
- The Empress Wu Tse-tien (1963) : Minister Chu Jui Liang
- Bitter Sweet (1963)
- Seven Fairies (1963) : Earth God
- The Love Eterne (1963) : Teacher
- Mid-Nightmare (Part 2) (1963)
- The Adulteress (1963) : Magistrate Liu Xi-Tong
- Three Sinners (1963) : [Scenes cut]
- The Golden Hairpin (Part 2) (1963)
- The Last Woman of Shang (1964) : Imperial Mentor Bi Gan
- Heroes’ Love (1964)
- The Shepherd Girl (1964) : Old Man Gu
- The Golden Hairpin (Part 3) (1964)
- How the Oil Vendor Won the Beauty Queen (1964)
- The Coin (1964) : Liang Yu Nung
- Lady General Hua Mu-lan (1964) : Hua Hu
- The Silver Arrow and the Golden Blade (1964)
- The Story of Sue San (1964) : Shen Yen-Ling
- Comedy of Mismatches (1964) : Weiliang’s father
- Five Swordsmen (1964)
- The Golden Hairpin (Final Episode) (1964)
- Squadron 77 (1965) : Mr. Chen
- The Heroic Pair (1965)
- The Lotus Lamp (1965) : God of Thunder
- The Mermaid (1965) : Prime Minister Chin Chong
- The Grand Substitution (1965) : Kun Zun
- Call of the Sea (1965) : Old Hu
- Inside the Forbidden City (1965) : Emperor’s brother
- Vermillion Door (1965) : Adjutant Chi Hsiao-Hsiung
- The West Chamber (1965) : Abbot of Pu Jiu Temple
- The Joy of Spring (1966)
- L'Hirondelle d'or (1966) : Abbot Liao Kung
- The Perfumed Arrow (1966) : Master Wen
- 1967 : King Cat : Lu Fang, Skyward Mouse
- 1967 : One-Armed Swordsman : Long-Armed Devil
- 1967 : The Mirror : Uncle Fan
- 1967 :  Moonlight Serenade : Mr Wei
- 1967 : Operation Lipstick : Qiu Tian-Wei
- 1967 : Susanna (film, 1967) : Grandpa Lin
- 1967 : The Midnight Murder : Magistrate Zhao Zhong
- 1967 : Lady Jade Locket : Monk Yuen Kwok
- 1967 : The Silent Swordsman : Chief Hong Zhong
- 1967 : Trapeze Girl : Circus chief
- 1967 : The Pearl Phoenix : Master Huo
- 1967 : Peach Blossom River
- 1967 : Rape of the Sword : Master Liu
- 1967 : The Dragon Creek : Master Yao Hong Fu
- 1967 : Madame Slender Plum : Li Da Peng
- Hong Kong Rhapsody (1968) : Lin Chin Fu
- The Sword of Swords (1968) : Lin Han
- The Bells of Death (1968) : Wei Fu’s sifu
- Divorce, Hong Kong Style (1968) : Mai Yung-Chuan
- Forever and Ever (1968) : Abbot
- The Jade Raksha (1968) : Master Yan Tian Long
- Black Butterfly (1968) :
- Le Retour de l'Hirondelle d'or (1968) :
- The Golden Sword (1969) :
- The Swordmates (1969) :
- The Flying Dagger (1969) :
- River of Tears (1969) : Lin Laoer
- Raw Courage (1969) : Mo Wen Tien
- Killers Five (1969) : Duke Cao Guo Wei
- Temptress of a Thousand Faces (1969) :
- Vengeance (1970) : Jin Zhi Quan
- The Night Is Young (1970)
- Ripples (1970) :
- The Singing Killer (1970) :
- A Place to Call Home (1970) : Old Sai
- The Twelve Gold Medallions (1970) : Sung Qi Cheng
- Swordswomen Three (1970) : Hsu Mu-Liang
- The Duel (1971) : Shen Tian Hung
- Ambush (1971) : Chief Fan Zhi Long
- Lady of the Law (1971)[2] : Chief Chen Huatang
- The Drinking Knight (1971)
- The Anonymous Heroes (1971) :
- Call to Arms (1971) : Su Song
- Duel aux poings (1971) :
- The Eunuch (1971) : Man Gongsun
- Les 14 Amazones (1972) : ministre Kou Chun
- Le Tueur de Hong Kong (1972) : Teacher Chao
- The Gourd Fairy (1972)
- The Black Tavern (1972) :
- The Lizard (1972) : Yo Tien Biao
- Pursuit (1972) : Commander Kao
- Man of Iron (1972) : Boss Yu Zhen-Ting
- Finger of Doom (1972) : Chang Kung Chin
- The Yellow Muffler (1972) : Dr Fong Yu
- The Bloody Escape (1973) : Old Chung
- Love Across the Seas (1973)
- River of Fury (1973) : Boss Wang
- The Bastard (1973) : Comrade Zhang
- Heroes of the Underground (1973) : Yu Da-Ji
- The Generation Gap (1973) : Xin Zhen-Qiang
- Supermen Against the Orient (1974) : Old man in Taiwan
- The Rat Catcher (1974) : Mr. Fang
- Five Tough Guys (1974) : Wei Jin-Bao’s father
- Kidnap (1974) : Sung Liang Tsai
- The Teahouse (1974) : Fa Ta-Chu
- The Shadow Boxer (1974) : Master Yeung
- The Empress Dowager (1975) : Official Hsu Tung
- Cuties Parade (1975)
- Shantung Man in Hong Kong (1975)
- That’s Adultery! (1975) : 1) Master
- Love Lock (1975) : Zhou’s father
- Big Brother Cheng (1975) : Fa Ta-Chu
- Devil Bride (1975) : East Street’s Master Cui
- Mutiny on the High Sea (1975)
- Queen Hustler (1975) : He Xing-Fa
- 1976 : La Guerre des clans : Lu Man Tien, Navigator of Lung Men Soc
- Erotic Nights (1976)
- The Dragon Missile (1976) : Herbalist Tan
- The Last Tempest (1976) : Minister Xu Tong
- Black Magic 2 (1976) : White Magican
- Big Bad Sis (1976) : Boss Wong
- King Gambler (1976) : 3rd brother
- Homicides - The Criminals, Part II (1976) : 4: Situ’s lawyer
- 1977 : Le Poignard volant : Monk Xin Mei
- 1977 : Chinatown Kid : Restaurant owner Chen
- 1977 : Cobra Girl : Ah Fen’s father
- 1977 : Le Complot des clans : Desert King Zha Mu He
- 1977 : The Mad Monk : Zhang Si-Xi
- 1977 : Lady Exterminator : Cop
- 1977 : Murder on the Wedding Night :
- 1977 : The Teenager’s Nightmare : 2) Sergeant Liang
- 1977 : The Adventures of Emperor Chien Lung : Emperor Kang Xi
- 1977 : Judgement of an Assassin : Chief Jin Te Tien
- 1977 : The Call-Girls : Inspector Yeung
- 1977 : Le Tigre de jade : Fan Yun-Shan
- 1977 : Death Duel : Chief Yang
- 1977 : Pursuit of Vengeance (1977) : Guo Wei
- Swordsman and Enchantress (1978) : Red Peach
- Sensual Pleasures (1978) : Wu Yin Lu
- Crazy Imposters (1978)
- The Avenging Eagle (1978) : Se Ma Sun
- Flying Guillotine, Part II (1978) : Military Secretary Bao Lao
- The Proud Youth (1978) : Bingji
- Heaven Sword and Dragon Sabre 2 (1978) : Monk Bo Doh/Shaw Bu Di
- Clan of Amazons (1978) : Chang Mantian
- Heaven Sword and Dragon Sabre (1978) : Monk Bo Doh/Shaw Bu Di
- Legend of the Bat (1978) : Gongsun Jiemin
- The Voyage of Emperor Chien Lung (1978) :
- The Proud Twins (1979) : Chiu Chuen Hai
- The Brothers (1979) :
- Full Moon Scimitar (1979) :
- Return of the Dead (1979) : M. Hu
- Murder Plot (1979) :
- The Last Judgement (1979) :
- The Ghost Story (1979)
- Shaolin Rescuers (1979) :
- Dirty Ho (1979) : Art admirer
- Abbot of Shaolin (1979) : Wu Chan
- The Kung-Fu Instructor (1979) : Commissioner
- The Scandalous Warlord (1979) : Generalissimo Feng’s father
- Heaven and Hell (1980) : Gambler in Hell
- 1980 : Bat Without Wings
- Haunted Tales (1980) : 1)
- Emperor Chien Lung and the Beauty (1980) : Governeur Ng Tsung
- Disco Bumpkins (1980) :
- The Tiger and the Widow (1980) :
- The Convict Killer (1980) :
- Hex Versus Witchcraft (1980) : Liu San
- Heroes Shed No Tears (1980) : Ah Gen
- What Price Honesty? (1981) :
- Black Lizard (1981) :
- Bewitched (1981) :
- Gambler’s Delight (1981) :
- The Emperor and His Brother (1981) : No. 3, Zhou
- Notorious Eight (1981)
- The Battle for the Republic of China (1981)
- The Duel of the Century (1981) : Dao Tunghsin
- Lion Vs Lion (1981) :
- Challenge of the Gamesters (1981) : Lao Feng
- Revenge of the Corpse (1981) :
- Winner Takes All (1982) :
- Tiger Killer (1982) : Magistrat
- 1982 : The Emperor and the Minister :
- Godfather from Canton (1982) : General Feng
- Strange Skill (1982)
- My Rebellious Son (1982) : Boss Yeung
- Passing Flickers (1982) :
- The Young Heroes of the Street (1982) :
- The Spirit of the Sword (1982) :
- Hex After Hex (1982) : Mr Liu
- The Fake Ghost Catchers (1982) :
- Clan Feuds (1982) : Master Yun Yi
- Ode to Gallantry (1982) : Ding Busan
- Kid from Kwangtung (1982) : Magistrat
- Perils of the Sentimental Swordsman (1982) : Dugu Mei
- The Enchantress (1983) : Tian You
- Men from the Gutter (1983) :
- Tales of a Eunuch (1983) : So Ha To
- Shaolin Prince (1983) :
- Fast Fingers (1983) :
- The Lady Assassin (1983) :
- Descendant of the Sun (1983) :
- Return of the Bastard Swordsman (1984) :
- The Hidden Power of the Dragon Sabre (1984) :
- New Tales of the Flying Fox (1984) : Na Lan
- Opium and the Kung-Fu Master (1984) :
- 1985 : Les Disciples de la 36e chambre :